# Brachyptera beali
Brachyptera beali är en bäcksländeart som först beskrevs av Luisa Eugenia Navas 1923.  Brachyptera beali ingår i släktet Brachyptera och familjen vingbandbäcksländor.

## Underarter
Arten delas in i följande underarter:
- B. b. cretica
- B. b. beali